# Jacques-Laurent Agasse

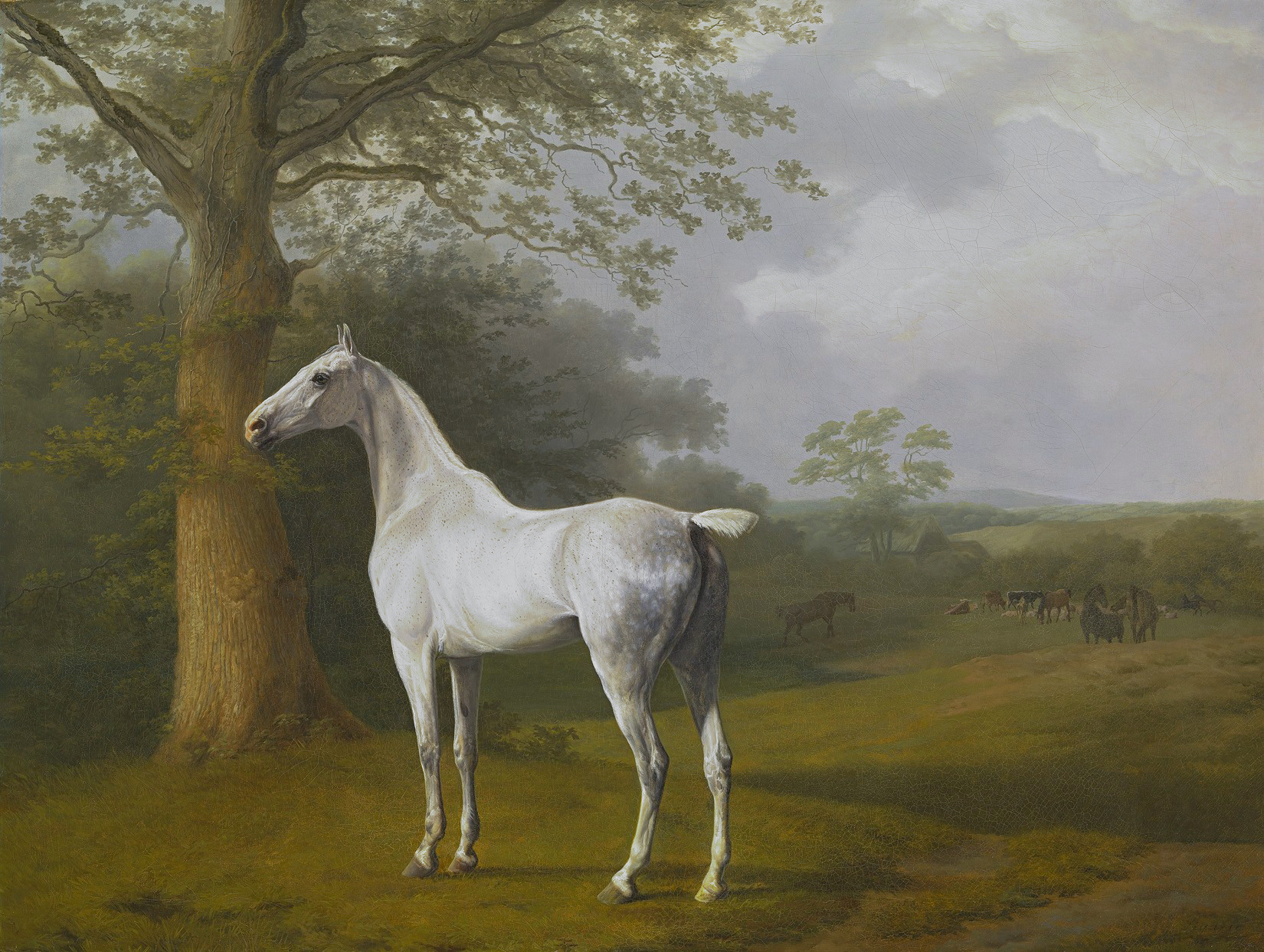
Cavallo al pascolo, 1807, Winterthur.

Jacques-Laurent Agasse (Ginevra, 24 aprile 1767 – Londra, 27 dicembre 1849) è stato un pittore svizzero.

## Biografia
Studiò a Ginevra e poi, non ancora ventenne, in una scuola di veterinaria di Parigi. Tornato in Svizzera, sembra che qui fu talmente apprezzato da un ricco inglese al quale aveva dipinto il suo cane, che seguì il suo anfitrione in Inghilterra.
Un catalogo inglese del 1801 riferisce di un suo Ritratto di cavallo e, benché fosse un apprezzato pittore di animali, esponendo le sue opere per tutta la vita, visse e morì povero. Suoi dipinti sono conservati nella Fondazione Oskar Reinhart di Winterthur, nelle Royal Collections e nella Tate Gallery di Londra.